# San Polo d'Enza
San Polo d'Enza é uma comuna italiana da região da Emília-Romanha, província de Reggio Emilia, com cerca de 5.114 habitantes. Estende-se por uma área de 32 km², tendo uma densidade populacional de 160 hab/km². Faz fronteira com Bibbiano, Canossa, Montecchio Emilia, Montechiarugolo (PR), Quattro Castella, Traversetolo (PR), Vezzano sul Crostolo.

## Demografia
| Variação demográfica do município entre 1861 e 2011                               |
|                                                                                   |
| Fonte: Istituto Nazionale di Statistica (ISTAT) - Elaboração gráfica da Wikipedia |